# Ален Мімун
Ален Мімун, (Alain Mimoun, Ali Mimoun Ould Kacha, * 1 січня 1921 у Телазі (араб. تلاغ),, Алжир — 27 червня 2013, Париж, Франція) — французький спортсмен, чемпіон в марафоні на Літніх Олімпійських іграх 1956 року у Мельбурні.

## Біографія

### Юність
Старший з семи дітей у сім'ї скромних фермерів. Мати Халіма готувала його до кар'єри викладача. Він отримав Сертифікат початкової освіти (фр. Certificat d'etudes primaires ) (з відмітками «добре»), але йому відмовляють у стипендії. Потім, коли йому ще немає 19, він вступає в армію на початку Другої світової війни і відправляється на бельгійський кордон. Після поразки Франції, він залишається в Бурк-ан-Бресі, де приступає до тренувань на стадіоні. Там його помітив президент місцевого легкоатлетичного клубу, пан Вілар. Мімун бере участь у чемпіонаті департаменту Ен і перемагає на 1500 метрів.
Після переведення в місто Алжир, він, уже інженер 19 полку, вступив до полкової кросової команди. І б'ється — проти Африканського корпусу в Туніської кампанії (листопад 1942 — травень 1943) під командуванням генерала Жіро.
До липня 1943 капрал Мімун 83 інженерного батальйону Третьої піхотної Алжирської дивізії французького експедиційного корпусу брав участь в італійської кампанії під командуванням маршала Жюна. Серйозно поранений в ногу осколком під час битви під Монте-Кассіно 28 січня 1944 року, але вдалося уникнути ампутації лівої ноги завдяки американським лікарям та догляду у французькому госпіталі Неаполя. Він бере участь в висадці в Прованс (15 серпня, 1944). Його батальйон отримав за цю операцію Круа де гер 1939-1945. Після війни він став офіціантом в Расинг де Франс в Круа-Катлан.

### До 1956
Мімун явно домінує в бігу на довгі дістанції у Франції з 1947 і забирає в цьому році свої перші титули чемпіона Франції на 5000 і 10000 метрів. Він також зустрічається з чехом Емілем Затопеком, з яким незабаром потоваришував під час міжнародного матчу в Празі 16 серпня 1947. Суперництво Затопек-Мімун найчастіше закінчується на користь чеської локомотива, на вершині його форми (1948—1952). Мімун повинен задовольнятися трьома срібними олімпійськими медалями в цей період: 10 000 метрів на Олімпійських іграх у Лондоні 1948 року і 10 000 і 5000 на Іграх в Гельсінкі в 1952, кожен раз за Затопеком. Те ж і на чемпіонаті Європи в 1950, де він зайняв друге місце позаду Затопека на 5000 і 10000 метрів.
Після національних титулів, виграних у 1947 році, Мімун накопичує багато інших: на 5000 метрів в 1949, 1951, 1952, 1953, 1954, 1955 і 1956 (рекорд), 10 000 метрів в 1947, 1949, 1950, 1951, 1952, 1953 , 1954, 1955, 1956, на Чемпіонаті Франції з кросу в 1950, 1951, 1952, 1954, 1956.
У 1949 році він виграв національний крос, організований в м.Мезідон (Кальвадос), Цю перемогу він повторив в 1959 році випередивши Абдеслама Раді (Abdeslam Radi).
Він був обраний чемпіоном чемпіонів французькою газетою L'Equipe в 1949.
На Середземноморських іграх з 1951 по 1955 він вигравав 5000 і 10000 метрів. До 1956, він тримав одночасно вісім рекордів Франції на 2 милі, 3 милі, 5000 м, 6 миль, 10000 м, 15000 м, 20 км і в годинному бігу.

### Олімпійський марафон 1956
Попри це великий послужний список, французька преса не припускала думки, що Мімун здатний конкурувати з чехом Емілем Затопеком за перемогу в олімпійському марафоні в 1956 році. Але преса не знала, що Затопеку місяцем раніше була зроблена операція на грижі і Мімун після остаточної, більш ніж 30 км тренування по трасі марафону, був на піку форми.
Мімун не обіцяв перемогу своєму тренеру. «Ви знаєте, я нічого не обіцяю. Я зроблю все можливе, щоб просто пройти весь шлях». Але він був дуже чутливим до «знаків» долі. Він був переконаний, що переможе. Знаки, на які часто вказують після марафону, були численними в очах французьких вболівальників. Він носив номер 13. Забіг почався о 15 год 13 хв. За день до марафону він дізнався з телеграми, що є батьком маленької дівчинки. Її ім'я — Олімпія. Перемога Мімуна 1956 повернула французам Олімпійське золото марафону, які вони вже вигравали в 1900 та 1928 (1928 + 28 = 1956).
1 грудня 1956, після фальстарту, (єдиний у своєму роді випадок на олімпійському марафоні), сорок п'ять конкурентів, що представляють двадцять три країни, у спеку (36° С в тіні) стартували на 42,195 км. Група з тринадцяти бігунів після п'ятнадцяти кілометрів, скоротилася до п'яти після двадцятого. Американець Джон Келлі поплескує Мімун по спині, запрошуючи його слідувати за ним. Мімун і Келлі зрозуміли один одного, і двоє бігунів побігли разом. Через кілька хвилин інтенсивних зусиль Келлі, Мімун бере лідерство на себе і залишає Келлі. Він один попереду, хоча ще не пройдена і половина дистанції. Один момент Мімун думав підпустити своїх переслідувачів, і, нарешті, вирішив бігти в своєму темпі, насолоджуючись бігом, щоб оцінити стан супротивників. Він зустрів їх після повороту і зазначив, що Келлі стоїть. Коли він зустрічає двох росіян, то робить дружній жест… Змучені, вони не в змозі відповісти. Потім зустрічає Затопека, у якого вже немає звичайного кроку. Мімун розуміє, що Затопеку не виграти цей марафон.
Остання чверть була важка для Мімуна. Йому треба змушувати себе продовжувати біг. Його крок усе коротший. Він запитав, за 12 кілометрів до фінішу, де його переслідувачі, але не отримав інформацію. Все важке йому, навіть хустка, що захищає голову від сонця. Він скинув її і був підбадьорений, коли помітив молоду дівчину, що поспішила забрати реліквію. Австралійські натовпи кричать: "Very good! Very good! "(«Дуже добре! Дуже добре!»). Але нічого не говорять про відставання переслідувачів. Коли він побачив щоглу Олімпійського стадіону, більш ніж за три милі від фінішу, він прискорився. Мімун вбігає на Олімпійський стадіон о 17 год 37 хвилин під крики 100000 глядачів і стає олімпійським чемпіоном з марафону.
Прибувши на місце, Мімун прямує до свого друга Затопека. «Ти мене не привітаєш, Емілю?». Шостий на фініші і повністю вичерпаний, Затопек думає, що переміг Міхаліч. Його обличчя засяяло, коли Мімун повідомив йому новину. Він зняв шапку і привітав переможця — "Аллен, я радий за вас,. І вони обнялися. Це був останній раз, коли вони бігли в одному змаганні.
В Орлі Мімуна вітає як героя великий натовп. Вже бувши чемпіоном чемпіонів французької газети L'Equipe у 1949, він знову обраний нею в грудні 1956.

### Після 1956
Мімун продовжує домінувати, вигравши французьке першість на 10 000 метрів в 1957, 1958 і 1959 роках, і крос в 1959 році.
Незважаючи на свій вік, він пробує захистити свій титул у Римі в 1960, і має в цілому 86 виступів за збірну Франції (рекорд не поліпшений).
В 1966, у віці 45 років, він виграв свій останній національний титул в марафоні, після 1958, 1959, 1960, 1964 і 1965 (національний рекорд, раніше Фернан Колбек, 5). Всього в його активі буде 32 національних титули і 20 рекордів Франції.
Він був нагороджений чотирма президентами Французької Республіки: Командор ордена Почесного легіону, потім Кавалер ордена Почесного легіону в 2007, Національного ордена За заслуги, кавалер ордена За заслуги спорту.
У 81 рік, він завжди пробігає десять миль на день. Він навіть був присутній 25 вересня 2002 в Аржантей (департамент Валь-д'Уаз) на відкритті 50-го стадіону, що носить його ім'я,.
У 2005 році, він все ще рекордсмен Франції серед ветеранів:
- 5000 м (50 років), з 1971
- 10000 м (45 років), з 1966, і (50 років), з 1972
- 20000 м (40 і 45 років), з 1966
- Годинний біг (45 років), з 1966, і (50 років), з 1971

## Основні спортивні досягнення
- Чемпіон Франції на 5000 м в 1947, 1949, 1951, 1952, 1953, 1954, 1955, 1956
- Чемпіон Франції на 10000 м в 1947, 1949, 1950, 1951, 1952, 1953, 1954, 1955, 1956
- Чемпіон Франції з марафону в 1958, 1959, 1960, 1964, 1965 і 1966 (рекордна кількість перемог)
- Чемпіон Франції з кросу в 1950, 1951, 1952, 1954, 1956, 1959,
- Срібна медаль на 10000 м на Олімпійських іграх 1948
- Срібна медаль на 5000 м на Олімпійських іграх 1952 року
- Срібна медаль на 10000 м на Олімпійських іграх 1952 року
- Золота медаль Олімпійського марафону 1956 (2:25)
- Золота медаль на Середземноморських іграх на 5000 м 1951
- Золота медаль на Середземноморських іграх на 10000 м 1951
- Золота медаль на Середземноморських іграх на 5000 м 1955
- Золота медаль на Середземноморських іграх на 10000 м 1955
- Срібна медаль на чемпіонаті Європи на 5000 м 1950
- Срібна медаль на чемпіонаті Європи на 10 000 м 1950
- Чемпіон Північної Африки з кросу 1942

## Нагороди
- Лицар Ордена «За заслуги» (Франція)
- Командор Ордена за спортивні заслуги.

Алена Мімуна нагородили Орденом Почесного легіону чотири президенти.

## Різне
- Ален Мімун завжди був великим шанувальником Шарля де Голля, вважаючи його представником справедливої і демократичної республіки.
- Символ галльський півень протягом багатьох років представляв французьку націю, він присутній на майках спортсменів у міжнародних змаганнях. У 1997 році CNOSF вирішив видалити цю емблему з офіційного логотипу. Багато виступили проти цього рішення; Мімун був їх представником.
- У 1950—1960 роках йому було запропоновано заохочувати молодих спортсменів на змаганнях. Його друзі кидають йому: «Іди Мімун!».
- Після перемоги в 1956 році він сказав:Я порівнюю мою кар'єру з замком: срібна медаль в Лондоні — це фундамент; дві медалі в Гельсінкі, це стіни, золота медаль Мельбурну, це дах.
- Ален Мімун звів музей на честь історії Франції в павільйоні Шампіньї-сюр-Марн (департамент Валь-де-Марн)[9].
- Ален Мімун був побожним католиком, олімпійський чемпіон побудував каплицю на кладовищі Бюго в Коррез, для свого останнього спочинку.

## Виноски
1. ↑  Find a Grave — 1996.
2. ↑  Bibliothèque nationale de France BNF: платформа відкритих даних — 2011.
3. ↑  Fichier des personnes décédées mirror
4. ↑  Архівована копія. Архів оригіналу за 22 червня 2019. Процитовано 28 червня 2013.{{cite web}}:  Обслуговування CS1: Сторінки з текстом «archived copy» як значення параметру title (посилання) [Архівовано 2019-06-22 у Wayback Machine.]
5. ↑  La legende Mimoun parle d'«une autre France» [Архівовано 19 січня 2011 у Wayback Machine.] dans Le Monde du 14 janvier 2011.(фр.)
6. ↑  NEWSru.co.il. Новини. Спорт. Архів оригіналу за 22 вересня 2013. Процитовано 5 липня 2013.
7. ↑  {La fabuleuse histoire des Jeux Olympiques (История Олимпийских игр), Robert Parienté(фр.)[fr], Guy Lagorce, ISBN 978-2-8307-0583-6}(фр.)
8. ↑  Recit du marathon de Melbourne (История марафона в Мельбурне) sur marathoninfo.free.fr [Архівовано 6 січня 2011 у Wayback Machine.](фр.)
9. ↑  Архівована копія. Архів оригіналу за 16 лютого 2011. Процитовано 16 лютого 2011.{{cite web}}:  Обслуговування CS1: Сторінки з текстом «archived copy» як значення параметру title (посилання)